# مارکو توئیکا
مارکو توئیکا (فنلاندی: Markku Toikka؛ زادهٔ ۵ آوریل ۱۹۵۵) بازیگر و کمدین اهل فنلاند است.
از فیلم‌ها یا برنامه‌های تلویزیونی که وی در آن نقش داشته‌است می‌توان به جنایت و مکافات اشاره کرد.